# أحمد البدوي أبو زيد
أحمد البدوي أبو زيد هو كاتب مصري الجنسية.

## مؤلفات
| الكتاب                                                           | الناشر           | سنة الإصدار | عدد الصفحات | اللغة   |
| ---------------------------------------------------------------- | ---------------- | ----------- | ----------- | ------- |
| «افن تصنيف الكتاب، نظام ديوي العشري»                             | دار الفكر العربي | 1998        | 172         | العربية |
| «افن تصنيف الكتاب»                                               | دار الفكر العربي | 2008        | 176         | العربية |
| «الفهرسة الموضوعية : علما وتطبيقا وقائمة مختصرة لرؤوس الموضوعات» | دار الفكر العربي | 2000        | غير معروف   | العربية |
| «موجز الكشاف الهجائي النسبي ؛ نظام ديوي العشري »                 | غير معروف        | 1997        | غير معروف   | العربية |
| «التطورات العصرية لفن الفهرسة»                                   | غير معروف        | 1986        | غير معروف   | العربية |